# テレメンタリー
『テレメンタリー』は、ANN系列（テレビ朝日系）のドキュメンタリー番組である。タイトルは「テレビドキュメンタリー」からの略称による造語。タイトルの後には年号が入る（例：『テレメンタリー2025』）。

## 概要
『テレメンタリー』は、1990年10月より朝日放送（現：朝日放送テレビ）のローカル番組としてスタートした。その後、1991年4月に瀬戸内海放送、広島ホームテレビ、九州朝日放送、1991年10月に北陸朝日放送（放送のみ）が制作に参加・放送するようになり、1992年4月から、毎週ANN系列各局（フルネットの24局のみ）が週替わりで制作を担当する形式となり、地域性を重視した独自の観点からの社会派ドキュメンタリー作品を毎週30分放送している。毎年1年間の作品を対象とした表彰制度があり、最優秀作品はアンコール放送される（毎年4月下旬）。ナレーションは制作局のアナウンサーや俳優、タレント、声優などで毎回異なる。
近年、その年の最終放送は「テレメンタリー（西暦）Special」として、90分に拡大して放送する機会が多い。
在京キー局が制作し系列局が制作に参加するドキュメンタリー番組では、唯一無料放送のBS局にネットされていない。ただし2012年に開局し2020年に閉局した全時間無料放送のBS局Dlifeでは、開局間もないころに早朝4時台であるが再放送されたことがある。2023年7月からは不定期でBS朝日の『レジェンドキュメント〜今、このドキュメンタリーを見よ!〜』枠で過去に放送した作品を放送している。
NNNドキュメントのように作品によって放送時間を拡大することは先述の通りその年の最終放送以外は一度も行われたことはない。
民間放送教育協会（民教協）に加盟している基幹3局（テレビ朝日、朝日放送テレビ、メ〜テレ）制作分は、改めて長尺再編集版を『民教協スペシャル』で放送することがある、この場合、当該3局以外では民教協に加盟しているTBSテレビ・日本テレビ・フジテレビの各系列局で改めて放送されることになる。
2022年4月2日放送回（テレビ朝日放送分）より字幕放送を実施。
2025年1月12日からこれまで放送されてきたテレメンタリーから厳選された作品に、新規の取材を追加して放送する『テレメンタリーPlus』が月1回、日曜日10時から1時間枠で関東ローカルに向けて放送を開始した。

## ネット局と放送時間
もともとは、開始当初の「テレメンタリー92」 - 「テレメンタリー97」途中までは日曜 7時 - 7時30分から全国ネットで放送されていたが、『スーパー戦隊シリーズ』の枠移動で各放送局ごとのローカル枠に変更され、現在に至っている。地上波は前述の通り、ANN系列各局（フルネットの24局のみ）で放送されている。クロスネット局では放送されず、動画配信サービスによる見逃し配信もABEMAのみ（後述）で、TVerやTELASA等では2025年現在実施されていない。
なお、緊急で報道特別番組を放送する場合や、海外で開催されるスポーツ中継を放送する場合は、時差の関係で放送日時が変更されたり、該当回そのものが放送されないケースがある。
放送時間の早い順から記載。
| 放送対象地域   | 放送局                         | 系列                    | 放送日時                     | 遅れ等日数       | 脚注                |
| -------------- | ------------------------------ | ----------------------- | ---------------------------- | ---------------- | ------------------- |
| 関東広域圏     | テレビ朝日（EX） （ANN基幹局） | テレビ朝日系列          | 土曜 4:50 - 5:20             | 基準             | [ 注 8 ]            |
| 新潟県         | 新潟テレビ21（UX）             | テレビ朝日系列          | 土曜 5:20 - 5:50             | 30分遅れ         |                     |
| 長崎県         | 長崎文化放送（ncc）            | テレビ朝日系列          | 土曜 5:20 - 5:50             | 30分遅れ         | [ 注 9 ]            |
| 熊本県         | 熊本朝日放送（KAB）            | テレビ朝日系列          | 土曜 5:20 - 5:50             | 30分遅れ         | [ 注 10 ]           |
| 近畿広域圏     | 朝日放送テレビ（ABC TV）       | テレビ朝日系列          | 日曜 4:50 - 5:20             | 1日遅れ          | [ 注 11 ] [ 注 12 ] |
| 長野県         | 長野朝日放送（abn）            | テレビ朝日系列          | 日曜 5:20 - 5:50             | 1日遅れ          | [ 注 13 ]           |
| 香川県・岡山県 | 瀬戸内海放送（KSB）            | テレビ朝日系列          | 日曜 5:20 - 5:50             | 1日遅れ          | [ 注 14 ]           |
| 福島県         | 福島放送（KFB）                | テレビ朝日系列          | 月曜 1:10 - 1:40（日曜深夜） | 遅れネット       | [ 注 15 ]           |
| 山形県         | 山形テレビ（YTS）              | テレビ朝日系列          | 月曜 1:40 - 2:10（日曜深夜） | 遅れネット       | [ 注 16 ]           |
| 沖縄県         | 琉球朝日放送（QAB）            | テレビ朝日系列          | 月曜 1:50 - 2:20（日曜深夜） | 遅れネット       | [ 注 17 ]           |
| 鹿児島県       | 鹿児島放送（KKB）              | テレビ朝日系列          | 月曜 1:55 - 2:25（日曜深夜） | 遅れネット       | [ 注 18 ]           |
| 北海道         | 北海道テレビ（HTB）            | テレビ朝日系列          | 月曜 2:15 - 2:45（日曜深夜） | 遅れネット       | [ 注 19 ]           |
| 広島県         | 広島ホームテレビ（HOME）       | テレビ朝日系列          | 月曜 2:25 - 2:55（日曜深夜） | 遅れネット       | [ 注 20 ] [ 注 21 ] |
| 青森県         | 青森朝日放送（ABA）            | テレビ朝日系列          | 火曜 1:10 - 1:40（月曜深夜） | 遅れネット       | [ 注 22 ]           |
| 山口県         | 山口朝日放送（yab）            | テレビ朝日系列          | 火曜 1:20 - 1:50（月曜深夜） | 遅れネット       | [ 注 23 ]           |
| 宮城県         | 東日本放送（khb）              | テレビ朝日系列          | 火曜 1:31 - 2:01（月曜深夜） | 遅れネット       | [ 注 24 ]           |
| 大分県         | 大分朝日放送（OAB）            | テレビ朝日系列          | 火曜 1:50 - 2:20（月曜深夜） | 遅れネット       | [ 注 25 ]           |
| 石川県         | 北陸朝日放送（HAB）            | テレビ朝日系列          | 火曜 1:58 - 2:28（月曜深夜） | 遅れネット       | [ 注 26 ]           |
| 中京広域圏     | 名古屋テレビ（メ〜テレ/NBN）   | テレビ朝日系列          | 火曜 2:00 - 2:30（月曜深夜） | 遅れネット       | [ 注 27 ]           |
| 岩手県         | 岩手朝日テレビ（IAT）          | テレビ朝日系列          | 水曜 1:05 - 1:35（火曜深夜） | 遅れネット       | [ 注 28 ]           |
| 福岡県         | 九州朝日放送（KBC）            | テレビ朝日系列          | 水曜 1:42 - 2:12（火曜深夜） | 遅れネット       | [ 注 29 ]           |
| 静岡県         | 静岡朝日テレビ（SATV）         | テレビ朝日系列          | 水曜 1:50 - 2:20（火曜深夜） | 遅れネット       | [ 注 30 ]           |
| 秋田県         | 秋田朝日放送（AAB）            | テレビ朝日系列          | 木曜 1:20 - 1:50（水曜深夜） | 遅れネット       | [ 注 31 ]           |
| 愛媛県         | 愛媛朝日テレビ（eat）          | テレビ朝日系列          | 金曜 4:25 - 4:55             | 遅れネット       | [ 注 32 ]           |
| 日本全国       | テレ朝チャンネル2              | CS放送                  | 日曜 10:00 - 10:30           |                  | [ 注 33 ]           |
| 日本全国       | BS朝日                         | BS放送                  | 不定期水曜 23:00 - 23:30     |                  | [ 注 34 ]           |
| 日本国内       | AbemaNews（ABEMA）             | リアルタイム ネット配信 | 土曜 17:30 - 18:00 等        | リピート放送あり |                     |

### インターネット過去分配信
| 配信元      | 配信内容    | 備考       |
| ----------- | ----------- | ---------- |
| ABEMAビデオ | 過去約1年分 | 見放題配信 |

## テーマ曲
- 2012年4月（「テレメンタリー2012」の途中）〜2015年12月（「テレメンタリー2015」の通常放送の最終回） - Jazztronik feat．Emi Meyer「Reminiscing」[注 35][注 36]
- 2016年1月（「テレメンタリー2016」）〜 2023年12月（「テレメンタリー2023」の通常放送の最終回）- The Piano Guys 「Peponi」
- 2024年1月（「テレメンタリー2024」）〜 - 相知明日香 「VSXX」